# 大口伞管螺
大口伞管螺（学名：Tripidauchenia fuchsi），是柄眼目烟管蜗牛科伞管螺属的一种。

## 分佈
本物種見於中国大陆的廣西。
常栖息在陰暗潮濕，多腐殖質環境的灌木叢、草叢中、石塊、落葉下、樹洞、土石縫隙中、多潮濕的地衣、苔蘚的樹幹、牆壁、岩石上、以地衣、苔蘚、腐殖質及植物嫩芽、嫩葉為食。